# Неделя памяти

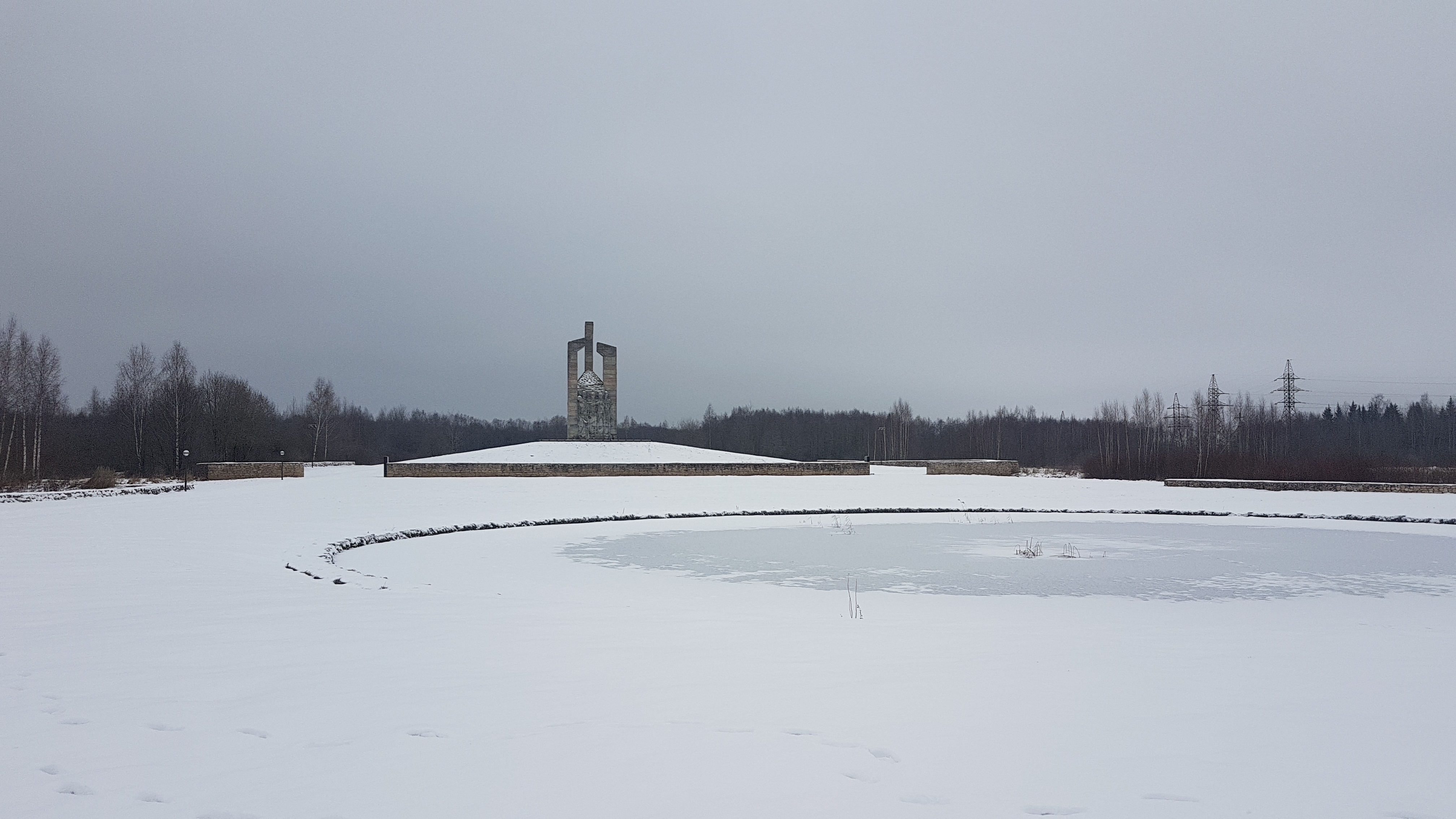
Общая панорама мемориала на месте бывшего концентрационного лагеря Дулаг, Псковская область.

Неде́ля па́мяти — совместный проект Российского еврейского конгресса, Российского научно-образовательного центра «Холокост», правительства Москвы и Федерального агентства по делам национальностей. День поминовения жертв нацизма, приуроченный к Международному дню памяти жертв Холокоста. Проходит ежегодно 27 января с хештегом «Мы помним»/«We remember».

## История
Ежегодно в акции «Мы Помним» (WeRemember) принимают участие миллионы людей по всему миру. Дата установлена в честь освобождения 27 января советскими войсками концентрационного лагеря Аушвиц, располагавшегося на территории Польши (Освенцим).
Акция учреждена как заявление и настоятельная необходимость пропаганды просвещения о Холокосте, а также обо всех жертвах нацизма и антисемитизма с тем, чтобы мировое сообщество противостояло росту этих движений в XXI веке.
В России это также дань памяти всем жертвам Великой Отечественной войны, в том числе, невинным жертвам геноцида — замученным воинам Красной Армии, мирному населению, умершим от голода детям, старикам и женщинам в блокадном Ленинграде
В России серия мемориальных и просветительских мероприятий, посвящённых Холокосту, жертвам Великой Отечественной войны, невинным жертвам блокады Ленинграда — «Неделя памяти» — проходит под знаком поминовения жертв геноцида как призыв к тому, чтобы память о них стала напоминанием и препятствием для повторения чудовищных преступлений против человечества. Впервые в акции приняли участие 59 городов из 50 регионов России.
23 января 2020 в Иерусалиме, накануне 75-й годовщины освобождения Освенцима Красной Армией и 76-й годовщины снятия блокады Ленинграда в честь героев, защищавших Ленинград в течение длительной блокады во время Второй мировой войны представители Всемирного еврейского конгресса, Российского еврейского конгресса и Евро-Азиатского еврейского конгресса открыли памятник «Свеча памяти» в Парке Захер.

## Описание
В ежегодный международный день поминовения ООН призывает каждое государство почтить память шести миллионов еврейских жертв Холокоста и миллионов других жертв нацизма, провести мероприятия и разработать образовательные программы, помогающие в будущем предотвратить геноцид.
Ежегодно 27 января пользователи соцсетей выкладывают в  фотографию и табличку с хештегом «Мы помним»/«We remember».